# Donjon de la Chaise (Vouthon)
Le donjon de la Chaise est situé près du hameau de la Chaise, sur la commune française de Vouthon en Charente, région Nouvelle-Aquitaine.

## Historique
Ce donjon carré a été édifié au XIe siècle sur un rocher percé de souterrains.
Il est inscrit aux monuments historiques depuis le 8 juillet 1988.

## Architecture
Ce donjon carré  est un édifice fortifié qui a été remanié aux XVe et XVIe siècles. 